# فرودگاه بین‌المللی ادواردو گومز
فرودگاه بین‌المللی ادواردو گومز (به انگلیسی: Eduardo Gomes International Airport) (به زبان بومی: Aeroporto Internacional Brigadeiro Eduardo Gomes–Manaus) یک فرودگاه همگانی مسافربری با کد یاتا MAO است که یک باند فرود آسفالت دارد و طول باند آن ۲۷۰۰ متر است. این فرودگاه در شهر مانائوس کشور برزیل قرار دارد و در ارتفاع ۸۰ متری از سطح دریا واقع شده است.

## شرکت‌های هواپیمایی و مقصدهای پروازی

### مسافری
| شرکت‌های هواپیمایی     | مقصدهای پروازی |
| --------------------- | --- |
| امریکن ایرلاینز       | میامی |
| آزول برزیلین ایرلاینز | ول د کائس، تانکردو نوس، بوآ ویستا، ویراکوپوس-کامپیناس، مارشال روندو، پینتو مارتینز، پارینتینس، پورتو وییو، سانتارم استاد ویلسون فونسکا، تاباتینگا، تفی |
| اویور ایرلاینز        | ژنرال خوزه آنتونیو آنسوآتگی |
| کوپا ایرلاینز         | توکومن |
| گول ایر ترنسپورت      | ول د کائس، بوآ ویستا، مینیسترو پیستارینی، برازیلیا، کامپوگرانده، مارشال روندو، آفونسو پنا، پینتو مارتینز، فوز دو ایگواسو، سلگدو فیلهو، پورتو وییو، ریکایف، ریو برانکو، ریو دوژانیرو گالیائو، دپوتادو لوئیس ادواردو مگاهاس، سانتارم استاد ویلسون فونسکا، مارشال کونیا ماچادو، سائو پائولو گوارولوس |
| تام ایرلاینز          | ول د کائس، بوآ ویستا، برازیلیا، پینتو مارتینز، میامی، دپوتادو لوئیس ادواردو مگاهاس، سائو پائولو گوارولوس |
| MAP Linhas Aéreas     | آلتمیرا، ول د کائس، کراواری، ایرونپ, لابرا، پارینتینس، سانتارم استاد ویلسون فونسکا، تفی |
| Rimaa                 | لابرا، پورتو وییو |
| Total Linhas Aéreasb  | کراواری، کواری، پورتو اوروکو |

a.^  Air taxi company and airline operating regular charter flights.

### باری
| شرکت‌های هواپیمایی  | مقصدهای پروازی                                                                          |
| ------------------ | --------------------------------------------------------------------------------------- |
| ABSA Cargo Airline | برازیلیا، ویراکوپوس-کامپیناس، پینتو مارتینز، خوزه خواکین د اولمدو، سائو پائولو گوارولوس |
| کارگولوکس          | لوگزامبورگ - فیندل                                                                      |
| LANCO              | ویراکوپوس-کامپیناس، میامی                                                               |
| LATAM Cargo Brasil | برازیلیا، ویراکوپوس-کامپیناس، پینتو مارتینز، سائو پائولو گوارولوس                       |